# Neumógrafo
Un neumógrafo o espirógrafo es un aparato que registra los movimientos respiratorios mediante una espiral hinchable que rodea el tórax. El estudio de los trazos gráficos de los movimientos respiratorios de la pared torácica constituye el objeto de la neumografía o espirografía.